# Джха, Санджит Кумар
Санджи́т Кума́р Джха (англ. Sanjeet Kumar Jha), духовное имя — Садхупри́я Дас(а) (англ. Sadhu Priya Das) — российский индуистский религиозный и общественный деятель индийского происхождения, председатель Общества российско-индийской дружбы, президент Совета индуистских общин России и Ассоциации индийцев в России. С 2014 года — директор Центра индийской культуры в Москве.

## Общественная деятельность
В 2011—2012 годах активно выступил в защиту российских индуистов и книги «Бхагавад-гита как она есть», которой грозил запрет в России. В качестве главы Ассоциации индийцев выступал в защиту религиозных прав кришнаитов в России и Туркмении. В 2000-е годы был одним из основных спонсоров и председателем совета директоров единственной индуистской школы в Москве.
В 2000-е годы, будучи главой индийской общины Международного общества сознания Кришны, С. К. Джха встречался с президентом России Владимиром Путиным, председателем Совета муфтиев России Равилем Гайнутдином, митрополитом РПЦ Климентом.

## Личная жизнь
Женат. Живёт в Москве. По вероисповеданию — кришнаит.